# كيركي (ولاية لباب)
كيركي هي مدينة وعاصمة مقاطعة كيركي، ولاية لباب، تركمانستان.